# Linnaemya siamensis
Linnaemya siamensis är en tvåvingeart som beskrevs av Hiroshi Shima 1986. Linnaemya siamensis ingår i släktet Linnaemya och familjen parasitflugor.
Artens utbredningsområde är Thailand. Inga underarter finns listade i Catalogue of Life.